# Pat Quinn (chính khách)
Patrick Joseph "Pat" Quinn III (sinh 16 tháng 12 năm 1948) là thống đốc thứ 41 tiểu bang Illinois, Hoa Kỳ. Ông bắt đầu giữ chức vụ này từ 29 tháng 1 năm 2009. Ông là đảng viên Đảng Dân chủ Hoa Kỳ.